# Reseda (Californie)
Pour les articles homonymes, voir Reseda (homonymie).
Reseda est un quartier de la ville de Los Angeles en Californie situé dans la vallée de San Fernando.